# Neil Young
Neil Percival Young (sinh ngày 12 tháng 11 năm 1945 tại Toronto, Canada) là một ca sĩ và nghệ sĩ guitar chơi nhạc đồng quê, rock và dân ca Canada nổi tiếng trong thập niên 70. Ông bắt đầu nổi danh từ những album After the Gold Rush và Harvest và sau đó làm thành viên của siêu ban nhạc Crosby, Stills, Nash & Young. Ông là con trai của nhà báo và tiểu thuyết gia nổi tiếng, Scott Young. Đại sảnh Danh vọng Rock and Roll viết về ông là "một trong những nhạc sĩ và nghệ sĩ trình diễn rock 'n' roll vĩ đại nhất".
Young nổi tiếng với chất giọng lai lái đặc trưng, cùng với đó là việc sử dụng gần như chỉ một chiếc guitar duy nhất. Các ca khúc của ông mang một màu sắc âm nhạc rất khác biệt: đó là folk rock đi cùng với chất đồng quê, điển hình nhất với ca khúc kinh điển "Heart of Gold" và "Long May You Run"; tuy nhiên, nó cũng mang tính hard rock pha grunge với thứ âm nhạc chậm rãi và dễ ru ngủ dễ thấy qua "Cinnamon Girl", "Southern Man" hay "Rockin' in the Free World" của ban nhạc Crazy Horse – ban nhạc đi cùng với hầu hết sự nghiệp của ông. Young cũng từng thử nghiệm và khám phá nhiều thể loại nhạc khác, như nhạc điện tử, noise rock và rockabilly.
Neil Young được phong tước Hiệp sĩ tại tiểu bang Manitoba vào ngày 14 tháng 7 năm 2006, và tới ngày 30 tháng 12 năm 2009, ông được phong tước Hiệp sĩ của Canada. Young được vinh danh 2 lần tại Đại sảnh Danh vọng Rock and Roll: 1 với tư cách nghệ sĩ solo vào năm 1995, và 2 là với vai trò thành viên của Buffalo Springfield vào năm 1997.